# Andrea Cramarossa
Andrea Cramarossa (Bari, 15 maggio 1972) è un poeta, attore e regista italiano.

## Biografia
I suoi studi si svolgono presso l'Accademia Internazionale dell'Attore di Roma diretta da Mariagiovanna Rosati Hansen, dove si diploma attore nel 2000 e presso la Scuola Internazionale dell'Attore Comico di Reggio Emilia diretta da Antonio Fava, dove si diploma nel 2002.
Consegue inoltre la qualifica di doppiatore nel 2000, da allievo di Mario Zicavo.
Segue la formazione triennale sul Metodo funzionale della voce di Gisela Rhomert, in Italia e in Germania. Studierà tale Metodo per ben sette anni.
Segue e studia dal 1996 le Azioni di Hermann Nitsch e il "Teatro delle Orgie e dei Misteri".
Svolge docenze di discipline relative all'uso della voce presso alcune accademie teatrali, come ITACA o l'Istituto Teatrale Europeo.
Nel 2003 fonda il Teatro delle Bambole, gruppo di ricerca dove vengono poste le prime basi per una nuova metodologia di approccio all'arte drammatica, applicando studi molto approfonditi sul suono, la voce, i sensi, la pressione corporea e ipotizzando un nuovo lavoro dell'attore su se stesso attraverso il proprio suono e un nuovo lavoro dell'attore attraverso il suono del personaggio. Grazie alla scoperta di importanti analogie tra organi fonatori e personaggi, avvenuta nel 2007, i suoi studi proseguono ancora oggi, in particolare attraverso la realizzazione dei "Reliquiari", occasioni di incontro e confronto e workshop sulla metodologia. Dal 2021 inizia il progetto della "Scuola Edipica per le Arti Performative", presso il Museo Hermann Nitsch di Napoli. 
Andrea Cramarossa è il primo a usufruire dell'ascolto del suono della voce umana per poter approdare all'arte drammatica per un vero e proprio modello di recitazione. Tale modello di recitazione prenderà il nome di "Nuovo Metodo di Approccio all'Arte Drammatica". In esso è sviluppata la "Pedagogia dell'Origine", un percorso pedagogico strutturato in oltre vent'anni di esperienza nel "Teatro delle Bambole" volto alla formazione di performer professionisti, non professionisti e per lo sviluppo di tecniche atte a originare processi artistici di comunità.

## Teatrografia parziale
- Medea, regia di Elvira Maizzani
- Giorni felici, regia di Elvira Maizzani
- Arlecchino medico volante, regia di Arcangelo Adriani
- Romeo e Giulietta, regia di Alfredo Vasco
- Uno, nessuno e centomila, regia di Mimmo Iannone
- Le troiane, regia di Giuseppe Argirò
- Parsifal, regia di Guido De Salvi
- Così è se vi pare, regia di Elvira Maizzani
- Elettra, regia di Mariagiovanna Rosati Hansen
- Aulularia, regia di Beppe Arena
- Ophelia's song, regia di Ludwig Jacek

## Regie teatrali
- Ifigenia - Sua figlia
- Pferd Person - L'insostituibile frenesia del verbo
- Medea - Sintesi per quattro respiri
- False Hamlet - Opera teatrale in Fa maggiore
- Il fiore del mio Genet - Spettacolo itinerante tra i bassifondi dell'anima
- Se Cadere Imprigionare Amo - Suggestioni dal respiro di una crisalide
- Libertà a Brema (Bremer Freiheit) di Rainer Werner Fassbinder
- L'urlo
- Concerto in Sol maggiore per giardino d'infanzia
- Kafka nel regno dei cieli
- Il Terzo Uomo
- La Morsa
- L'oiseau plane sull'infractus de la neige
- Gimpel Tam (ovvero dell'idiota)
- La lezione
- Canto dell'orgoglio e della paura
- Psicosi delle 4 e 48 di Sarah Kane
- Fuoco di Cassandra
- Mauro ha gli occhi verdi
- Spezie e veleni
- Il cavaliere delle rose

## Regie cinematografiche
- The Night We Met (2017)
- L'acqua di Marco (2013)
- Io Volo (2013)
- Un dì all'azzurro spazio (2010)

## Pubblicazioni
- False Hamlet - Opera teatrale in Fa maggiore, Spagine Teatro - Fondo Verri, 2019
- Manicomio criminale, Adda, 2009
- Canto delle more, Montedit, 2001
- Dal mare dei sogni, La Rosa Editrice, 1996

## Riconoscimenti
- Autore dell'anno 1998 – Commissione Letteraria Universum (Trento)
- Accademico di Classe per la Poesia Libera presso l'Accademia dei Micenei di Trento
- Premio Gianni Agus 2002 per l'attività artistica (Roma)
- Miglior attore al Premio Aligi d'Oro 2005 (Pescara)
- Premio Giosuè Carducci 2008 per l'attività artistica (Roma)
- Premio "Personalità Europea – Oscar dei Giovani", rilasciato dal Ministero dei Beni Culturali (Roma, sala Protomoteca del Campidoglio, 14 dicembre 2009)